# نکروز چربی
نکروز چربی (به انگلیسی: Fat necrosis)، شکل تغییر یافته چربی توسط آنزیم‌های گوارشی می‌باشد.
در نکروز چربی آنزیم لیپاز، اسید چرب را از تری گلیسیرید رها می‌کند و فعالیت بیش از حد آنزیم لیپاز در بافت چربی به وجود آورنده این آسیب می‌باشد. اسید چرب به نسبتهای متفاوتی با یون‌های فلزی عمدتاً کلسیم ترکیب شده تولید ترکیبات صابونی می‌کند.

در نکروز چربی، بافت چربی جایگزین سلول‌های اصلی می‌شود.
نکروز چربی در پستان ضایعهٔ نادری است ولی از نظر بالینی اهمیت زیادی دارد و توده‌ای ایجاد می‌کند که با فرورفتگی پوست یا نوک پستان همراه است و از کارسینوما قابل افتراق دادن نیست. علت احتمالی این ضایعه تروما بوده، اگر تودهٔ همراه با نکروز چربی درمان نشود به‌تدریج ناپدید خواهد شد. به‌عنوان یک قاعده، مطمئن‌ترین روش، تهیهٔ یک بیوپسی است. به‌منظور ردکردن کارسینوم، کل توده باید برداشته شود.

## اتیولوژی
نکروز چربی می‌تواند در اثر ترومای لوزالمعده، عفونت پانکراس، جراحی یا پرتودرمانی ایجاد شود.

## ریسک فاکتورها
نکروز چربی به‌طور معمول در زنان با سینه‌های بسیار بزرگ رایج می‌باشد.